# Vamberk
Vamberk (deutsch Wamberg) ist eine Stadt im Okres Rychnov nad Kněžnou (Reichenau an der Knieschna) in der Region Hradec Králové in Tschechien. Sie liegt vier Kilometer südlich von Rychnov nad Kněžnou im Tal des Flusses Zdobnice.

## Geschichte

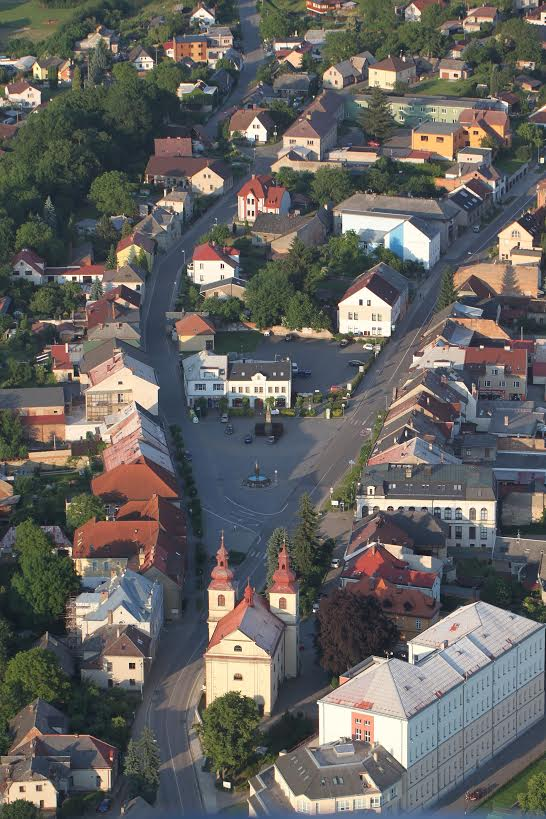
Luftaufnahme des Marktplatzes

Der Ort wurde erstmals 1341 als Burgsitz Waldenberg erwähnt, um 1400 als Walmberg und später als Wamberg bezeichnet. Wamberg war Sitz der gleichnamigen Herrschaft, die im 16. Jahrhundert geteilt und unter dem Besitzer Wenzel Nikolaus Pencingár von Bydžin wieder vereint wurde. Wegen dessen Beteiligung am böhmischen Ständeaufstand von 1618 konfiszierte der Kaiser nach der Schlacht am Weißen Berg die Herrschaften Wamberg und Adlerkosteletz und übertrug beide 1627 dem Kaspar von Gramb, kaiserlicher Obrist und Hofkriegsrat. Dessen Frau Magdalena Reichlin Freiin von Gramb († 1671) erlangte am 19. Januar 1636 das böhmische Inkolat sowie die Bestätigung des Freiherrnstandes. Sie war um die Verbesserung der Lebensbedingungen ihrer Untertanen bemüht. Schon 1637 hatte sie die Frondienste weitgehend aufgehoben, zudem förderte sie das Klöppeln. Durch den nachfolgenden wirtschaftlichen Aufschwung wurde Wamberg in der zweiten Hälfte des 17. Jahrhunderts zum Marktort erhoben.
Für 1654 ist eine jüdische Gemeinde nachgewiesen und für 1688 ein jüdischer Friedhof, auf dem auch Juden aus den umliegenden Gemeinden Daudleb und Adlerkosteletz bestattet wurden.
Im 18. und 19. Jahrhundert entwickelte sich in Wamberg die Textilindustrie; im 20. Jahrhundert kamen metallverarbeitende Betriebe hinzu. Die Einwohnerzahl nahm nur langsam zu. 1826 waren es 1844, 1900 3074 und 1980 5435 Einwohner.

## Sehenswürdigkeiten

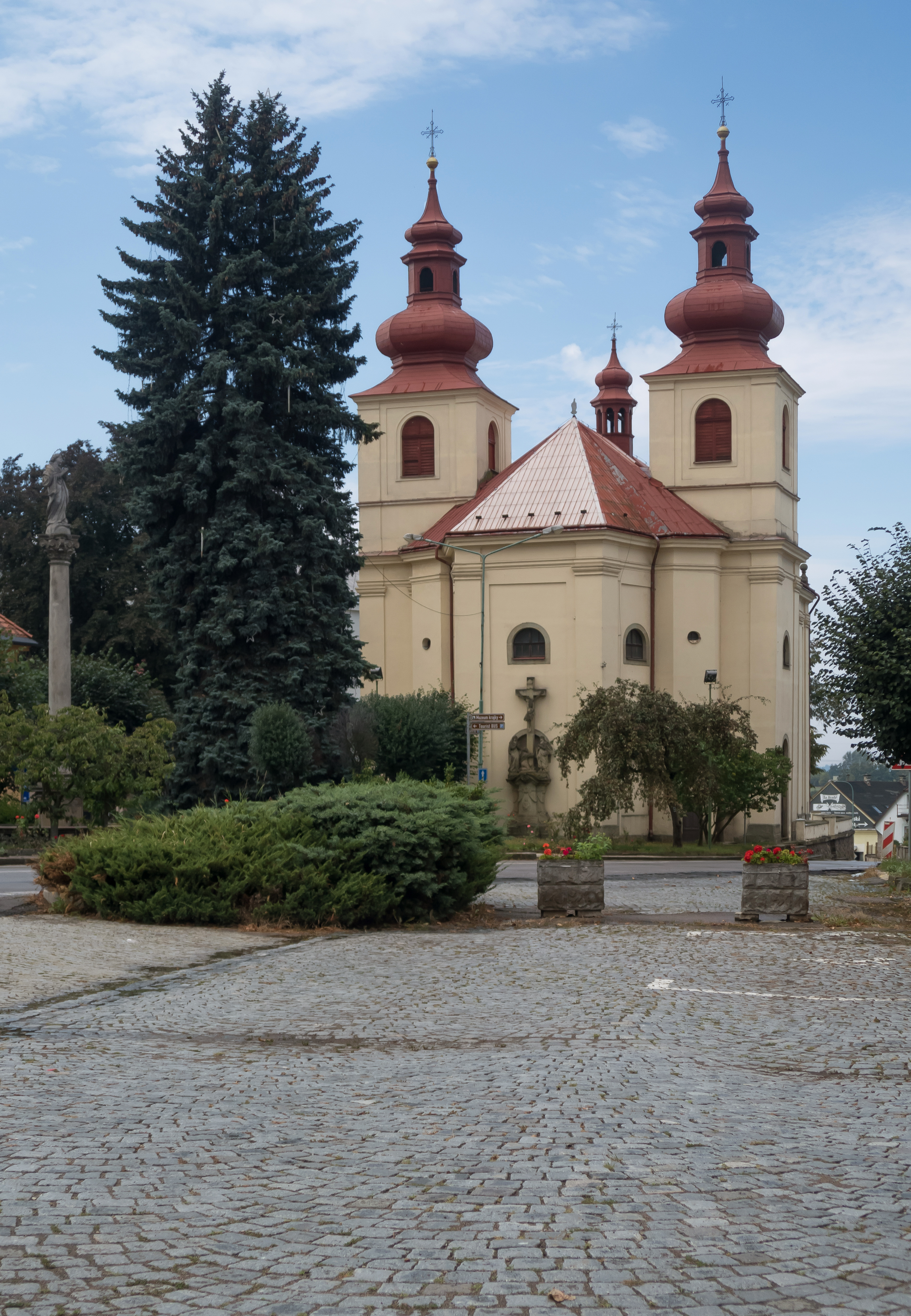
Dekanatskirche St. Prokop

- Die barocke Dekanatskirche St. Prokop wurde 1707–1713 errichtet.
- Die der Hl. Barbara geweihte Friedhofskirche stammt aus dem Ende des 17. Jahrhunderts.
- Museum der Spitzenklöppelei
- Jüdischer Friedhof aus dem 17. Jahrhundert

## Gemeindegliederung
Zur Stadt Vamberk gehören die Ortsteile
- Merklovice (Merklowitz)
- Peklo nad Zdobnicí (Höllengrund) mit Libštejn (Liebstein), Hradisko (Radisch) und Zakopánka (Schanzen)
- Vamberk mit Popluží (Vorberg) und Zádolí (Sadol)

## Persönlichkeiten
- Jan Václav Voříšek (1791–1825), Komponist
- Josef Kalousek (1838–1915), Historiker
- Václav Hošek (1909–1942), Widerstandskämpfer
- Jiří Dvořáček (1928–2000), Komponist, Organist und Hochschullehrer